# Olof Nilsson (död 1629)
Olof Nilsson, född ca 1613, död 1629, var en svensk 16-årig dräng, som enligt Stockholms stads tänkebok för denne "wederstyggelige sodomistiske synd" den 19 september 1629 dömdes uttryckligen på kunglig befallning av Stockholms rådhus till att offentligt kastas "lefwandes på elden" för att han både under knivhot sexuellt våldfört sig på en 8-årig pojke i Stockholm, våldfört sig på en annan tiggarpoke i Arboga samt bedrivit lägersmål med två respektive kvinnor på Södermalm och Norrmalm.
Olof Nilsson var född vid Söderport i Stockholm men levde när brotten begicks i Vagnhärads socken. I domen beskrivs också hans ur dåtidens synsätt omoraliska umgänge med vissa "lösa kvinnor". Han bekände "otvunget" och frivilligt inför prästen och önskade sig själv "under jorden" för att kväva sitt dåliga samvete. Han uttryckte också att han på grund av sin synd inte längre kunde leva bland andra människor. Innan avrättningen bekände han inför prästen att han begått samma synd med en annan tiggarpojke i Arboga. Detta är ett av de få fall från tänkeböckerna där man är tämligen säker på att detta straff verkställdes. I en resolution före avrättningen daterad den 11 september 1629 uttrycks att Olof Nilsson på grund av de olika brotten sammantaget inte kan benådas och ska dömas till att levande kastas i elden.De två kvinnorna dog innan de lagfördes, på vilket sätt framkommer inte. Samma år finns en annan anteckning i tänkeboken gällande soldaten Joen Pedersonn som av den kungliga rätten i en kort och brysk formulering dömdes att brännas på Södermalm för mord. Man vet dock inte exakt hur denna avrättning gick till.
I det av Adelståndets författade så kallade "Rosengrenska lagförslaget", skrivet som appendix till landslagen 1608 ansågs lämpligt straff för sodomi vara levande begravning eller bränning på bål. Trots att varken detta tillägg eller Karl XI:s samtida betydligt mildare appendix inte antogs av regeringen kunde man verkställa domen med stöd av 1608 års mosaiska appendix till landslagen som var baserat på Gamla testamentet. Den annars så stränge Karl IX ansåg här att ett lämpligt straff för en sodomit var att bindas vid en påle för att utsättas för offentlig skam.